# RMS Ophir

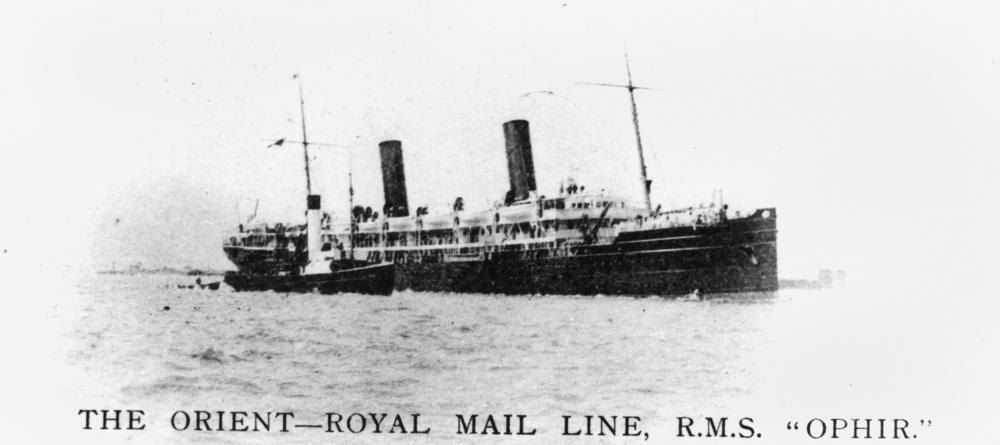
El RMS Ophir.

RMS Ophir fue un transatlántico de doble hélice de la naviera británica Orient Steam Navigation Company, con sede en Londres. Operó en la ruta del Canal de Suez, de Reino Unido a Australia (Londres — Adén — Colombo — Australia) a partir de 1891. 
Este barco, de 6814 toneladas, fue uno de los primeros equipados con equipos de refrigeración.  
En 1901 se desempeñó como yate real HMS Ofir. En 1915, tras el comienzo de la Primera Guerra Mundial, fue requisado por el Almirantazgo y fue convertido en crucero armado hasta 1918, cuando fue devuelto a sus propietarios. No fue restituido en el servicio de pasajeros, siendo en su lugar desguazado en 1922.